# Departamento Gastre
Das Departamento Gastre liegt im Norden der Provinz Chubut im Süden Argentiniens und ist eine der 15 Verwaltungseinheiten der Provinz.
Es grenzt im Norden an die Provinz Río Negro, im Osten an die Departamentos Telsen und Mártires, im Süden an das Departamento Paso de Indios und im Westen an die Departamentos Languiñeo und Cushamen.
Die Hauptstadt des Departamento Gastre ist das gleichnamige Gastre.

## Bevölkerung

### Übersicht
Das Ergebnis der Volkszählung 2022 ist noch nicht bekannt. Bei der Volkszählung 2010 war das Geschlechterverhältnis mit 821 männlichen und 606 weiblichen Einwohnern sehr unausgeglichen mit einem starken Männerüberhang.
Nach Altersgruppen verteilte sich die Einwohnerschaft auf 355 (24,9 %) Personen im Alter von 0 bis 14 Jahren, 912 (63,9 %) Personen im Alter von 20 bis 64 Jahren und 160 (11,2 %) Personen von 65 Jahren und mehr.

### Bevölkerungsentwicklung
Die Einwohnerzahl ist sehr gering und die Bevölkerung verringert sich seit Jahrzehnten. Die Schätzungen des INDEC gehen von einer Bevölkerungszahl von 1.358 Einwohnern per 1. Juli 2022 aus.
| Jahr | 1947  | 1960  | 1970  | 1980  | 1991  | 2001  | 2010  | 2022    |
| Einwohner                                                                                                | 3.361 | 2.990 | 2.448 | 2.159 | 1.900 | 1.508 | 1.427 | k. Ang. |
| Bevölkerungsentwicklung des Departements seit 1947; Quelle: Ergebnisse der Volkszählungen in Argentinien |       |       |       |       |       |       |       |         |

## Städte und Gemeinden
Das Departamento Gastre ist in folgende Gemeinden aufgeteilt:
- Gastre
- Lagunita Salada
- El Escorial
- Campamento Los Adobes
- Quechu-Niyeo
- Taquetren
- Colelache
- Sacanana
- Bajada Moreno